# Madi Saad Belkher
Madi Saad Belkher (4 de fevereiro de 1978) é um ex-futebolista profissional líbio que atuava como meia.

## Carreira
Madi Saad Belkher representou o elenco da Seleção Líbia de Futebol no Campeonato Africano das Nações de 2006.